# Paweł Nowak (chemik)
Paweł Marcin Nowak – polski chemik, profesor nauk chemicznych.

## Życiorys
Studiował technologię chemiczną na Politechnice Śląskiej, w 1979 r. doktoryzował się, w 2006 r. otrzymał habilitację za pracę pt. Właściwości krystalochemiczne i struktura elektronowa a mechanizm utleniania siarczków metali. W 2016 r. uzyskał tytuł profesora nauk chemicznych.
Był pracownikiem naukowym w Instytucie Katalizy i Fizykochemii Powierzchni im. Jerzego Habera PAN, oraz w Prywatnej Wyższej Szkole Ochrony Środowiska w Radomiu. 
Jest prezesem w Fundacji Pro-Kataliza